# Artère subscapulaire
L'artère subscapulaire (ou artère scapulaire inférieure) est l'une des branches de l’artère axillaire. Comme tous les constituants anatomiques dits « subscapulaires » (nerfs, muscle) elle est en avant et en dessous de la concavité de l’omoplate (ou scapula).

## Origine, trajet et terminaison
L’artère subscapulaire émerge de la face médiale de l’artère axillaire au bord inférieur du muscle subscapulaire, en dessous du muscle petit pectoral.
Assez courte elle se divise rapidement en deux branches donnant d’une part l’artère circonflexe de la scapula qui chemine vers l’arrière et s’anastomose avec l’artère supra-scapulaire et l’artère transverse du cou formant ainsi l’une des boucles d’anatomoses qui entourent la scapula. Et d’autre part l’artère thoraco-dorsale qui suit le bord latéral de la scapula et participe à la vascularisation de la région scapulaire postérieure,.

## Fonction
L’artère subscapulaire vascularise directement la paroi postérieure (dorsale) de la fosse axillaire à savoir les muscles subscapulaire, grand rond, petit rond et grand dorsal.
Des particularités anatomiques peuvent être décrites comme celle rapportée par Gabriel Lateur où l’artère humérale supérieure est issue de l’artère subscapulaire et non pas de l’artère axillaire, ce qui confère à l’artère subscapulaire un rôle important dans la vascularisation du tendon du muscle subscapulaire et par là dans le fonctionnement de la coiffe des rotateurs.